# Funiculaire du pic de l'Ayré
Pour les articles homonymes, voir Barèges (homonymie).
Le funiculaire  de l'Ayré, appelé funiculaire de Barèges-Tourmalet, est situé à Barèges dans le département des Hautes-Pyrénées. Il est actuellement inexploité et à l'abandon depuis le nouveau millénaire, mais l'Association FUNITOY s'est formée en 2009 pour sa réhabilitation.

## Histoire
Un premier tronçon reliant Barèges au Lienz a été construit en 1937. C'était la première remontée mécanique de la station de ski de Barèges. Elle eut beaucoup de succès, et les skieurs appréciaient de pouvoir skier à 1 500 m d'altitude dans un cadre boisé, sans risque d'avalanches.
Après la guerre, on décida de prolonger la ligne jusqu'à l'Ayré (2 006 m), en partenariat avec Électricité de France qui prolongea cette ligne par un téléphérique de chantier jusqu'à la Glère, site important dans le réseau hydroélectrique des Pyrénées Centrales.

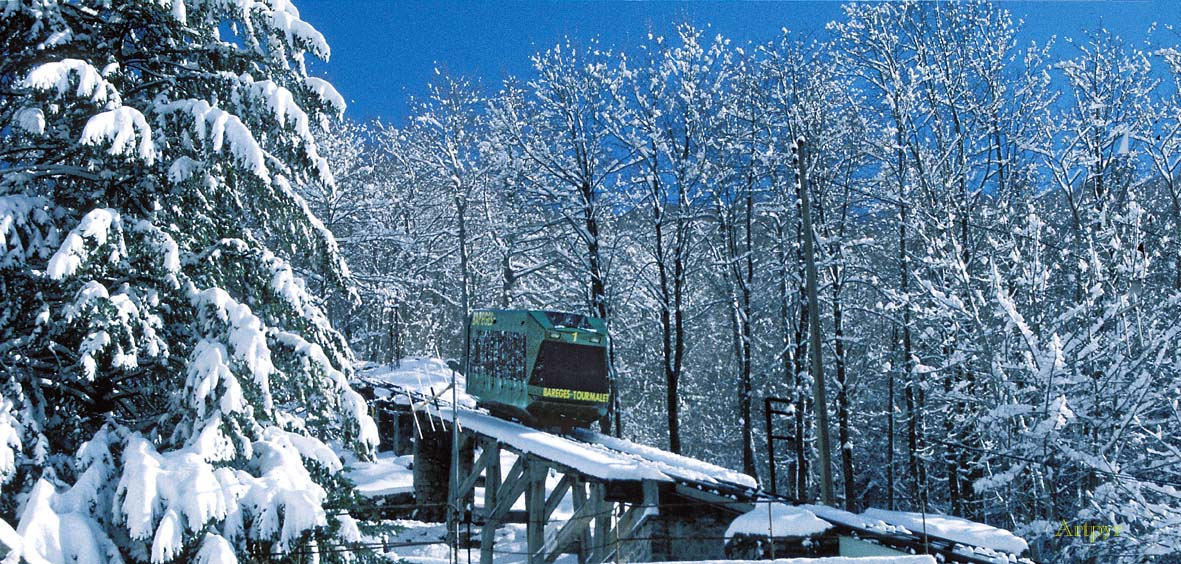
Le Funiculaire sort de Barèges

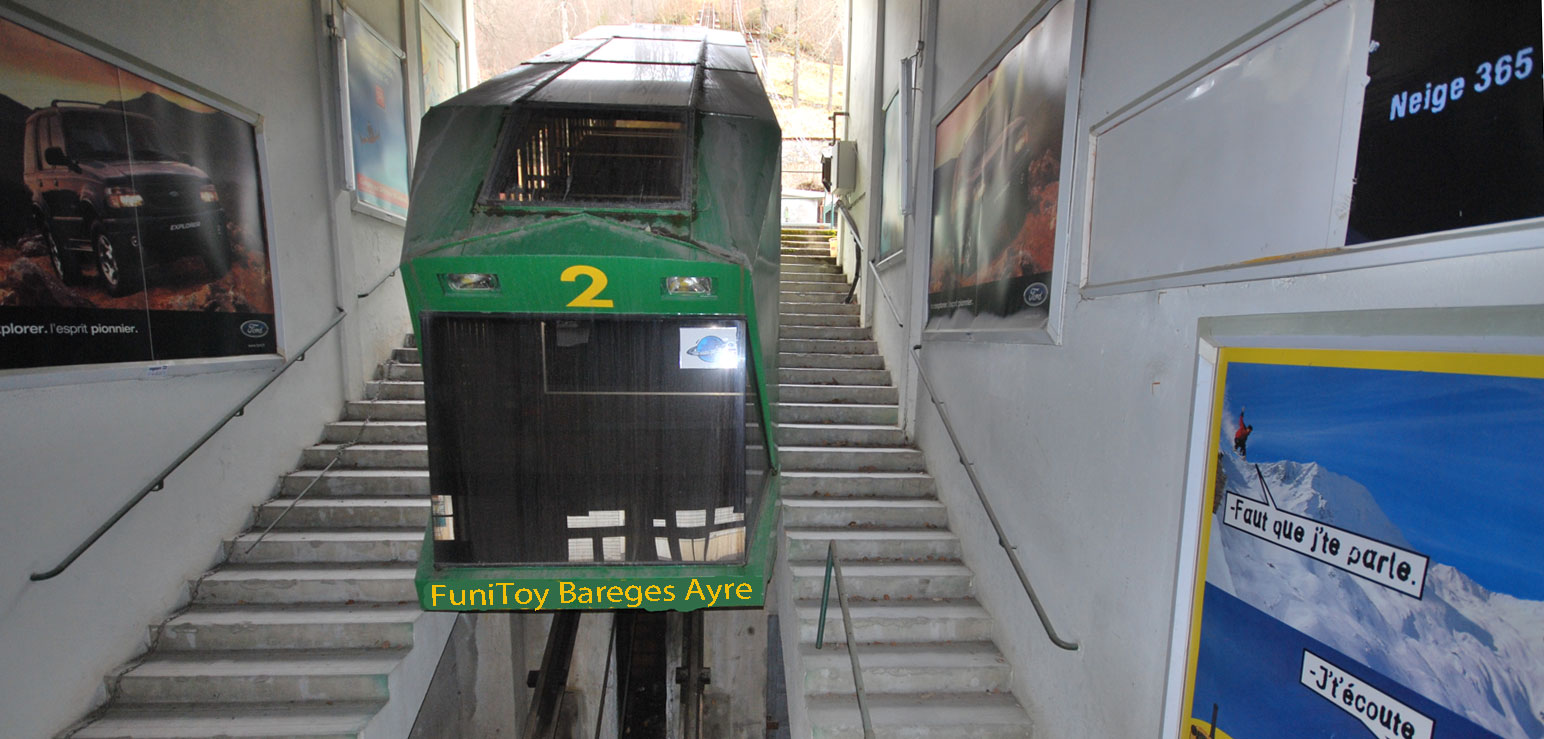
Le Funiculaire de Barèges dans sa gare

Le Funiculaire Barèges-Ayré comprenait deux cabines de 60 places, et les passagers pouvaient choisir de descendre à l'arrêt intermédiaire du Lienz, ou de poursuivre jusqu'au sommet à l'Ayré, d'où partent de très belles pistes de ski tracées dans la forêt. En été, le Funiculaire de l'Ayré permettait de faire de belles promenades à pied ou en VTT sur les chemins forestiers, et de découvrir une faune et une flore de montagne riches.
Le Funiculaire de Barèges a fonctionné jusqu'en 2000. La municipalité n'avait pas les moyens financiers de réaliser les travaux rendus nécessaires par les nouvelles normes de sécurité. 
L'Association FUNITOY (http://funitoy.jimdo.com/) a été créée en 2009 par des passionnés de Barèges et du Pays Toy, pour étudier le projet de la remise en fonctionnement du Funiculaire, dans le cadre d'une grande opération de mise en valeur du domaine Lienz Ayré.